# 松本桜
松本 桜（まつもと さくら、1983年3月25日 - ）は、女性声優、女優。神奈川県横浜市出身。

## 略歴
プロ・フィット声優養成所第1期卒。以前はTABプロダクション、劇団軌跡、フェザード、ZAI OFFICEに所属していた。

## 出演作品

### テレビアニメ
2004年
- 忘却の旋律（美少女達）

2005年
- キートンドリーム（テンテン）

2006年
- 祝!(ハピ☆ラキ)ビックリマン（2006年 - 2007年、ニャンニャンガールズ、芸助）
- RED GARDEN（ヴァネッサ）

2007年
- がくえんゆーとぴあ まなびストレート!（ソフトボール部部員）
- ひだまりスケッチ（シンデレラの姉の役2）

### OVA
2007年
- AIKa R-16:VIRGIN MISSION

### ゲーム
2006年
- エーデルワイス（雨宮なつめ）

2007年
- VitaminX（坂下美貴彦）

2010年
- プリニー2 〜特攻遊戯! 暁のパンツ大作戦ッス!!〜

2011年
- 魔界戦記ディスガイア3 Return（折り鶴の明日禍〈PS Vita版追加シナリオ〉[6]）

### ラジオ
- 智一・美樹のラジオビッグバン（2代目アシスタント）

### インターネット
- Ustream「中2病棟集中治療室」メインMC
- Ustream「あにみー」（2013年7月 - 2014年3月24日）サブMC

### ドラマCD
- PCゲーム『エーデルワイス』詠伝島花粉大戦争（雨宮なつめ）

### 舞台
劇団軌跡公演。
- TWO（マリ）
- ナツヤスミ語辞典（カブト）
- ここだけの話（神山明日香）
- 熱海殺人事件（水野朋子）
- 七人の部長（椎名美名子）
- 銀河旋律（はるか）
- 広くてすてきな宇宙じゃないか（ヨシダ先生）
- 僕のポケットは星でいっぱい（ヒデトシ）
- キャンドルは燃えているか（礼子、姫路部長）
- 来年の今日もまた（鍋島美雪）
- DANCE ACTION FANTASY #1
- アロハ色のヒーロー